# Pentachlaena orientalis
Pentachlaena orientalis är en tvåhjärtbladig växtart som beskrevs av René Paul Raymond Capuron. Pentachlaena orientalis ingår i släktet Pentachlaena och familjen Sarcolaenaceae. Inga underarter finns listade i Catalogue of Life.